# Svatá Anna (Oslov)
Svatá Anna je osada a část obce Oslov v okrese Písek v Jihočeském kraji. Stojí na pravém břehu řeky Otavy, nad hladinou vodní nádrže Orlík, asi 2,5 kilometru severozápadně od Oslova. Do osady vede odbočka ze silnice II/138. V roce 2011 zde trvale žili dva obyvatelé.

## Historie
První písemná zmínka o vesnici pochází z roku 1840. Později zde byly dva loďkové převozy.

## Obyvatelstvo
| Rok            | 1869 | 1880 | 1890 | 1900 | 1910 | 1921 | 1930 | 1950 | 1961 | 1970 | 1980 | 1991 | 2001 | 2011 | 2021 |
| -------------- | ---- | ---- | ---- | ---- | ---- | ---- | ---- | ---- | ---- | ---- | ---- | ---- | ---- | ---- | ---- |
| Počet obyvatel | 59   | 62   | 55   | 49   | 47   | 46   | 36   | 35   | 11   | 12   | 7    | 2    | 3    | 2    | 1    |
| Počet domů     | 8    | 8    | 8    | 8    | 8    | 8    | 8    | 9    | 4    | 2    | 2    | 2    | 7    | 7    | 6    |

## Obecní správa
Při sčítání lidu v letech 1850–1879 Svatá Anna byla osadou obce Podhradí v okrese Písek. V letech 1880–1927 byla osadou obce Zvíkovské Podhradí v okrese Písek. Od roku 1928 je částí obce Oslov v okrese Písek.

## Pamětihodnosti
- Ve středu vesnice stojí památkově chráněná kaple Svaté Anny. Založena byla v letech 1545–1548. Od 18. století se zde každoročně konají poutě po svátku Svaté Anny v létě.
- Hladina jezera je o 35 metrů výše, než bylo původní řečiště Otavy. Na některých místech jsou viditelné zbytky původní Sedláčkovy stezky. Proti soutoku Otavy a řeky Lomnice bývaly před napuštěním jezera peřeje. Pod vodou jsou i některé původní usedlosti a původní hájenka.

## Pověsti
Pověsti se vztahují ke kapli svaté Anny. Podle jedné pověsti je kaple založena na místě původní poustevny. Podle další pověsti na místě, kde vyústila tajná chodba z hradu Zvíkova. Podle další pověsti je vedle oltáře tajný hrob neznámého muže.